# Ambroise Kom
Pour les articles homonymes, voir Kom.
Ambroise Kom, né le 15 décembre 1946 à Bayangam (région de l'Ouest), est un écrivain et universitaire camerounais, spécialiste des littératures africaines, principalement francophones.

## Biographie
Il est l'auteur d'une thèse de 3e cycle, Le Harlem de Chester Himes, soutenue à l'université de Pau en 1975, puis d'une thèse, George Lamming et le destin des Caraïbes, soutenue à l'université Paris 3 en 1981.
Il a enseigné les littératures africaines, afro-américaines et des Caraïbes à l'université, notamment aux États-Unis, comme titulaire de la Eleanor Howard O'Leary Chair in Francophone Studies du College of the Holy Cross (Worcester), ainsi qu'au Canada, au Maroc et au Cameroun.
Il est l'un des membres fondateurs de l’Association pour l'éducation et le développement, à but non lucratif, qui a créé l'université des Montagnes à Bangangté (Cameroun).

## Œuvres
- Le Harlem de Chester Himes, Éditions Naaman, Sherbrooke, Québec, 1978, 222 p. (texte remanié de la thèse)
- George Lamming et le destin des Caraïbes, M. Didier, Ville de La Salle, Québec, 1986 (texte remanié de la thèse)
- Littératures africaines, essais réunis par Ambroise Kom, Éditions Silex, Ivry, 1987
- Le Code noir et l'Afrique, dirigé par Ambroise Kom et Lucienne Ngoué, Nouvelles du Sud, 1991, (actes de trois journées d'études organisées du 6 au 8 décembre 1989 au Centre culturel français de Yaoundé)
- Mongo Beti : 40 ans d'écriture, 60 ans de dissidence, numéro spécial de Présence francophone (Québec), no 42 (1993), édité par Ambroise Kom
- Comprendre les enjeux de la francophonie en Afrique, Éditions du CRAC, Yaoundé, 1995 (en collaboration avec Georges Bekono et Laurent Tchandeu)
- Éducation et démocratie en Afrique : le temps des illusions, L'Harmattan, Paris ; Éditions du CRAC, Yaoundé, 1996
- La malédiction francophone : défis culturels et condition postcoloniale en Afrique, LIT, Hambourg, CLE, Yaoundé, 2000
- Dictionnaire des œuvres littéraires de langue française en Afrique au sud du Sahara, vol. 1, Des origines à 1978, et vol. II, De 1979 à 1989, dirigé par Ambroise Kom, L'Harmattan, 2001 (nouvelle édition)
- « La littérature africaine et les paramètres du canon », article dans Études françaises, vol. 37, n°2, 2001, p. 33-44.[lire en ligne]
- (en) « African American and Diasporic Research in Europe: Comparative and Interdisciplinary Approaches. A Conference in Honor of Michel and Geneviève Fabre, Université de la Sorbonne Nouvelle Paris III, 15-18 December 2004 Encounters between Africans and African Americans in Paris: Representations in Un sang d’encre and Présence africaine », in Présence africaine, 2005/1
- Jalons pour un dictionnaire des œuvres littéraires de langue française des pays du Maghreb, dirigé par Ambroise Kom, L'Harmattan, 2006
- « Diaspora africaine et utopie du retour. L’exemple de l’Université des Montagnes comme site captatoire d’un rêve », in Présence africaine, 2007/1
- (en + fr) Fabien Eboussi Boulaga : la philosophie du Muntu, dirigé par Ambroise Kom, Karthala, Paris, 2009,
- Fabien Eboussi Boulaga, l'audace de penser,  textes réunis par Ambroise Kom, Présence africaine, Paris, 2010 (actes d'un colloque organisé les 24 et 25 juillet 2009 à la Faculté des sciences de l'Université de Yaoundé 1)
- Le devoir d'indignation : éthique et esthétique de la dissidence, Présence africaine, Paris, 2012 (compte-rendu en ligne )
- Pour solde de tout compte, Éditions des Peuples Noirs, Rouen, 2017